# Planetárium

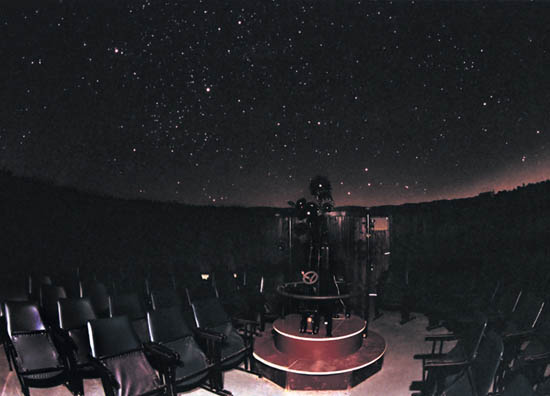
A belgrádi planetárium belülről

A planetárium egy olyan színházszerű intézmény, mely elsősorban a csillagászati témájú ismeretterjesztés, oktatás és szórakoztatás céljait szolgálja. A legtöbb planetárium fő jellegzetessége a belülről pontosan félgömb alakú kupola. Erre vetítik ki az égbolt csillagait, a bolygókat és egyéb égitesteket. A vetítést egy speciális planetárium-gép végzi, lehetővé téve az égbolt ábrázolását a Föld bármely pontjának és bármely időpontnak megfelelően.

## Planetáriumok Magyarországon

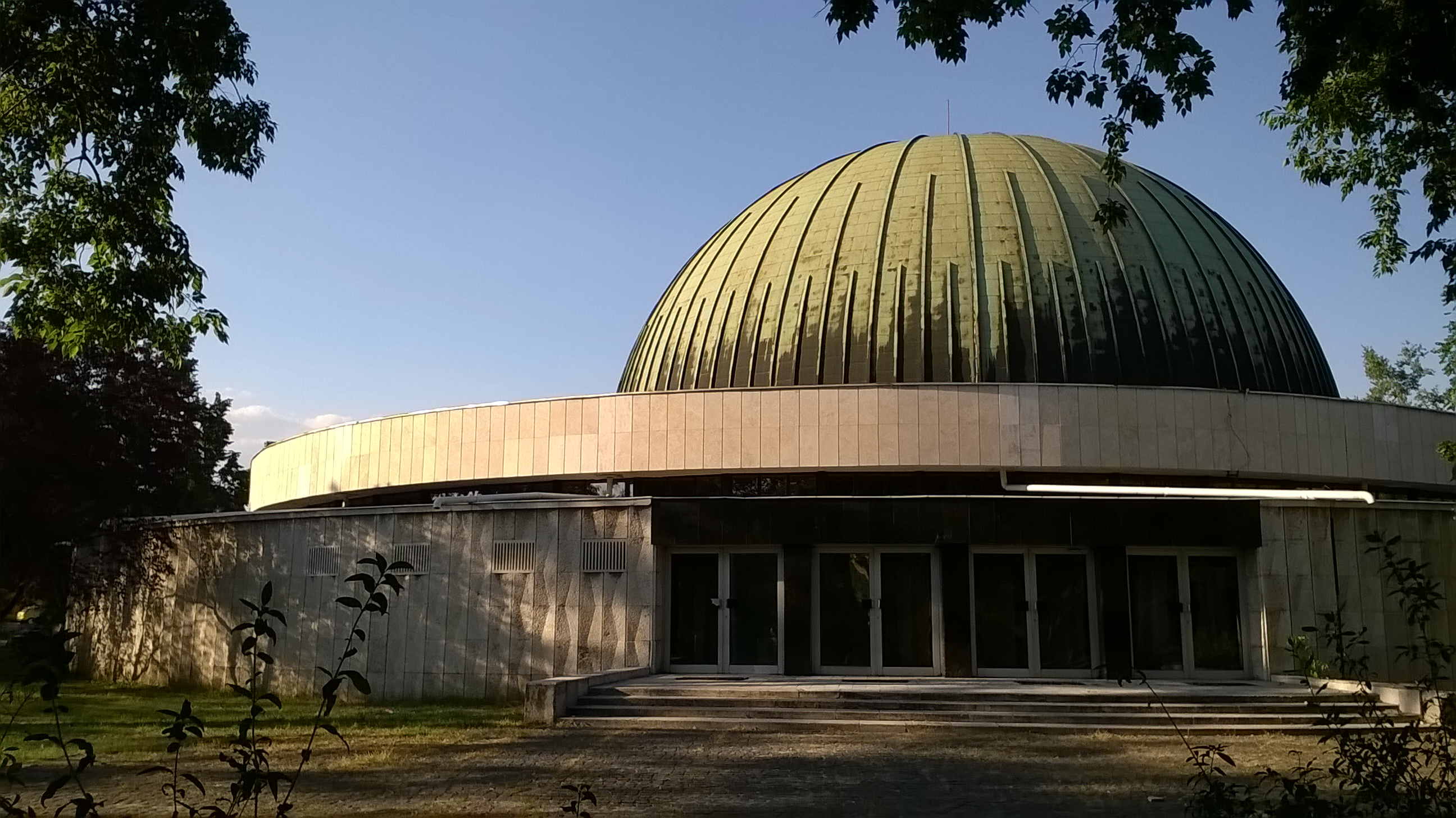
A TIT Budapesti Planetárium épülete a Népligetben

Magyarországon Budapesten  a TIT Budapesti Planetárium (ami jelenleg felújítás miatt zárva tart), Kecskeméten (Kecskeméti Planetárium), Debrecenben, vagy Csepelen az (Astradomus Planetárium), Egerben, Pécsett és Bakonybélben (Pannon Csillagda) található planetárium. Ezeken a fix planetáriumokon kívül létezik az Utazó Planetárium is, amit bárhol fel lehet állítani.

## Külső linkek
- WPD (Worldwide Planetariums Database)  Planetáriumok világszerte lista